# 함피
함피(영어: Hampi, 칸나다어: ಹಂಪೆ)는 인도 남부 카르나타카 주에 위치한 마을로, 과거 비자야나가르 제국의 수도였던 곳이다. 1986년 이 곳에 있는 기념물군이 유네스코가 지정한 세계유산으로 선정되었다.

## 같이 보기
- 비자야나가라 제국